# RoboCop: Rogue City
RoboCop: Rogue City è un videogioco sviluppato da Teyon S.A. e distribuito da Nacon per Microsoft Windows, PlayStation 5 e Xbox Series X/S il 2 novembre 2023. Il gioco presenta una storia originale basata sull'omonimo media franchise ed è ambientata cronologicamente fra il secondo e il terzo capitolo della saga cinematografica; l'attore Peter Weller ha nuovamente prestato volto, movenze e voce al protagonista.

## Trama
Durante un attacco terroristico atto ad attirare le attenzioni di un certo "nuovo arrivato" allo stabile del canale televisivo di Channel 9, RoboCop (alias Alex Murphy) cade vittima di allucinazioni visive riguardanti la sua vita passata da umano che lo destabilizzano e deconcentrato dal suo lavoro di protezione, finendo non solo di mostrare al mondo degli evidenti malfunzionamenti nel suo firmware ma anche la perdita di vite umane e colleghi; per essere sicuri che ciò non si ripeta, e per recuperare consensi da parte dell'opinione pubblica, il CEO della OCP ordina di affiancargli uno strizzacervelli per monitorare le prestazioni e la sanità del cervello impiantato. Tempo dopo, RoboCop subisce ancora una volta malfunzionamenti proprio quando la sua collega Lewis sta per essere uccisa da Wendell Antonowsky (fratello di Emil Antonowsky, membro del gruppo di Clarence Boddicker morto durante gli eventi di RoboCop del 1987) finendo per perdere sia il poliziotto che le tracce del criminale; deciso a scoprire la verità sul suo stato e ad ottenere vendetta, Murphy inizia le indagini per rintracciare l'assassino.

## Modalità di gioco
RoboCop: Rogue City è uno sparatutto in prima persona ambientato nella Old Detroit, versione distopica dell'effettiva Detroit americana, dove si potrà simulare alla perfezione il ruolo di Alex Murphy: all'interno di aree delimitate, il giocatore dovrà completare semplici incarichi trovati scannerizzando la zona o semplicemente avvicinandosi alle icone d'azione sulla minimappa; queste possono essere missioni di recupero oggetti o scontri a fuoco, ma anche azioni molto più elementari come dare consigli sulla legge ad un senzatetto che beve in pubblico, arrestare un malavitoso avido e multare per divieto di sosta o per non aver pagato correttamente il posteggio. Le scelte fatte dal giocatore durante l'esplorazione delle varie mappe livellari, che vanno dall'arresto alle semplici scelte di dialogo, possono cambiare l'esperienza di gioco: alterando l'opinione pubblica sul personaggio (una sorta di sistema Karma), il modo in cui gli NPC interagiranno con noi durante la partita e ovviamente il finale.
Il giocatore ha a disposizione una ruota d''armi molto limitata: l'iconica pistola Auto-9 della OCP in dotazione con proiettili illimitati e una seconda più pesante a scelta del giocatore, intercambiabile con le armi lasciate a terra dagli NPC sconfitti o rimuovibili dalle torrette installate dai criminali; tuttavia non è possibile tenere queste armi in equipaggiamento per molto tempo, visto che le uniche a non usurarsi sono solo quelle in dotazione dalla OCP e non quelle normali utilizzate dalla Polizia o dai criminali. RoboCop può anche sfruttare l'ambiente circostante a proprio vantaggio: sfruttando i rimbalzi dei colpi sui muri (previo sblocco dell'abilità) per colpire i nemici dietro dei ripari, oggetti esplosivi ad alto livello di danno e vari oggetti lanciabili, come schermi a tubo catodico, computer e motociclette.
Ogni volta che il giocatore terminerà con successo una missione otterrà punti esperienza che andranno a riempire un contatore, ad ogni fine corsa questo rilascerà un punto abilità spendibile subito prima di azzerarsi e aumentare la quantità richiesta per il punto successivo; nel menù delle abilità abbiamo la possibilità di sbloccare azioni sia passive che attive: come il rimbalzo dei colpi sui muri, l'empatia verso gli NPC, le capacità deduttive durante le indagini, la precisione della scansione visiva e la difesa tramite scudi d'energia e più vitalità per la corazza. Il giocatore può sbloccare le abilità come meglio creda ma per eseguire tutte le azioni a gioco sarà necessario ricominciare il titolo più volte per scegliere strade evolutive diverse e completare le aree con tutte le interazioni possibili.
Il 22 Gennaio 2024, Nacon, tramite il profilo X di RoboCop: Rogue City, ha rilasciato la notizia che sarà integrato tramite l'ultimo update per console la possibilità di sfruttare la modalità Nuova Partita + (NG+) che permetterà di rigiocare al titolo con tutti i livelli abilità invariati dalla partita precedente; la New Game + è stata rilasciata a pochissima distanza dalla notizia di rilascio e per utilizzarla sarà necessario finire almeno una volta il gioco a modalità normale.

## Sviluppo e pubblicazione
Il gioco è stato sviluppato da Teyon S.A. in collaborazione con Metro-Goldwyn-Mayer, che detiene i diritti sul franchise, col solo scopo di fornire il massimo della fedeltà possibile al titolo originale del 1987; il team di sviluppo dovette revisionare la trilogia originale più e più volte per essere sicuro di implementare correttamente nel titolo l'umorismo e la critica sociale dell'opera originale, con un particolare occhio di riguardo verso il primo capitolo.
Il gioco è stato sviluppato in Unreal Engine 5 sfruttando le capacità attoriali di Peter Weller tramite la motion capture per fornire al giocatore il miglior feeling possibile e per emulare alla perfezione i movimenti del personaggio originale; a differenza della maggior parte dei giochi in prima persona che favorisce un gameplay veloce e dinamico, questo pone l'accento sulla legnosità dei movimenti di Murphy fornendo un gameplay in tank system ambientato però in una mappa aperta con sistema di esplorazione Open Map.
RoboCop: Rogue City è stato annunciato nel luglio 2021 e il primo trailer del gameplay è stato pubblicato l'anno successivo.

## Accoglienza
| Testata                    | Versione        | Giudizio |
| -------------------------- | --------------- | -------- |
| Metacritic (media al 2023) | PC              | 76/100   |
| Metacritic (media al 2023) | PlayStation 5   | 72/100   |
| Metacritic (media al 2023) | Xbox Series X/S | 76/100   |
| Game Informer              | PC              | 7.5/10   |
| GameSpot                   | PC              | 7/10     |
| IGN                        | PC              | 7/10     |
| PC Gamer                   | PC              | 65/100   |
| Videogamer.com             | PC              | 7/10     |

RoboCop: Rogue City ha ricevuto per lo più critiche positive da parte della critica specializzata; sull'aggregatore di recensioni Metacritic detiene un voto complessivo di 76/100 con un valore leggermente ridotto sulla versione per Sony Playstation 5.
Justin Koreis di IGN lo ha definito come "un gioco che riesce a cogliere lo stile e l'atmosfera tipiche della sua controparte cinematografica in modi mai utilizzati prima", definendolo inoltre "l'adattamento più autentico e fedele che la serie abbia mai visto"; di diverso avviso è stato Noah Smith di Polygon che lo ha trovato privo di originalità e fin troppo basato sui primi due film della saga per avere un'identità.
Oliver Mackenzie di Eurogamer ha elogiato la grafica affermando che il gioco è riuscito a fare largo uso delle capacità di Unreal Engine 5, complimentandosi anche con l'ottimizzazione per PC, in grado di girare alle performance più elevate anche su computer fuori dal circuito delle Master Race. Marcus Stewart di Game Informer ha dichiarato che RoboCop: Rogue City "fornisce un'esperienza di gioco rispettabile" definendolo "uno sparatutto perduto a lungo nei primi anni 2010 in modi per lo più buoni". VG247 lo ha classificato come "il miglior gioco sparatutto del 2023" definendolo "l'unico degno seguito del film originale che sia mai stato prodotto".

## Vendite
Nel Regno Unito, RoboCop: Rogue City ha debuttato al quarto posto nelle classifiche di vendita su supporto ottico, la settimana successiva è sceso al tredicesimo posto dopo una diminuzione del 64% delle vendite. Il lancio di RoboCop: Rogue City ha superato di molto le aspettative di Nacon portando la major a definirlo come "il miglior lancio che abbiamo mai avuto"; il gioco ha raggiunto i 430.000 giocatori attivi nelle sue prime due settimane di uscita.
Secondo pushsquare.com, il gioco ha incassato nei primi 3 mesi dal lancio circa 59.000.000€.